# Molophilus pita
Molophilus pita är en tvåvingeart som beskrevs av Günther Theischinger 1992. Molophilus pita ingår i släktet Molophilus och familjen småharkrankar. Inga underarter finns listade i Catalogue of Life.